# Isole di Porto Rico
Le isole di Porto Rico formano l'omonimo arcipelago che costituisce lo Stato di Porto Rico. Esso è composto dall'isola principale di Porto Rico e da numerose isole minori, tra cui le più importanti sono Culebra, Vieques e Mona. Geograficamente sono le isole più orientali delle grandi Antille, sebbene ci siano isole come Culebra e Vieques che, a causa della loro vicinanza con le Isole Vergini, sono considerate le prime isole occidentali delle piccole Antille, ovvero le Isole Vergini spagnole.

## Elenco in ordine alfabetico
1. Caja de Muertos
2. Culebra
3. Culebrita
4. Desecheo
5. Isla de Gilligans
6. Isla Verde
7. Mona
8. Monito
9. Porto Rico (isola principale)
10. Vieques

## Elenco secondo il comune d'appartenenza
Porto Rico (isola principale)
- Carolina
  - Isla Verde
- Culebra
  - Culebra
  - Culebrita
- Guánica
  - Isla de Gilligans
- Mayagüez
  - Desecheo
  - Mona
  - Monito
- Ponce
  - Caja de Muertos
- Vieques
  - Vieques